# Enicospilus hei
Enicospilus hei är en stekelart som beskrevs av Tang 1990. Enicospilus hei ingår i släktet Enicospilus och familjen brokparasitsteklar. Inga underarter finns listade i Catalogue of Life.